# スーパーマリオアドバンス
『スーパーマリオアドバンス』は、任天堂より発売されたアクションゲーム、およびそのシリーズ。全4作。

## 概要
ファミリーコンピュータとスーパーファミコンで発売されたマリオシリーズにおける横スクロールアクションゲーム作品のゲームボーイアドバンス移植版。単なる移植ではなく、独自の新しいステージや演出が付加されたり、難易度に修正が加えられたりしている。この内、『3』及び『USA』は『スーパーマリオコレクション』準拠の移植となっている。また、スーパーマリオブラザーズの『1』と『2』はスーパーマリオアドバンスシリーズとして移植されていない。
シリーズ全てに「マリオブラザーズ」モードが付いており、『マリオ&ルイージRPG』も含めた5タイトルで共通して、協力プレイや対戦プレイで遊ぶことができる（詳細はマリオブラザーズ#ゲームボーイアドバンス版を参照）。対戦モードについては1カートリッジプレイに対応している。ただし、Wii U バーチャルコンソール版は通信プレイに対応していない。
『スーパーマリオアドバンス4』ではカードe+を使用することで新たなステージを追加できる。
尚、全シリーズともタイトル画面のBGMは『スーパーマリオブラザーズ』の水中面BGMのアレンジである。

## シリーズ一覧
スーパーマリオアドバンス
スーパーマリオUSA（スーパーマリオコレクションより）+マリオブラザーズ
2001年3月21日発売
2014年7月16日より、Wii Uのバーチャルコンソールにて配信。
2023年5月26日よりNintendo Switch Online + 追加パック加入者向け『ゲームボーイアドバンス Nintendo Switch Online』の1タイトルとして配信。
スーパーマリオアドバンス2
スーパーマリオワールド+マリオブラザーズ
2001年12月14日発売
2014年4月3日より、Wii Uのバーチャルコンソールにて配信。
2023年5月26日より、Nintendo Switch Online + 追加パック加入者向け『ゲームボーイアドバンス Nintendo Switch Online』の1タイトルとして配信。
スーパーマリオアドバンス3
スーパーマリオ ヨッシーアイランド+マリオブラザーズ
2002年9月20日発売
2011年12月16日より、ニンテンドー3DSを値下げ前の2011年8月10日以前に購入した人対象の「アンバサダー・プログラム」にてバーチャルコンソールとして限定配信。
2014年10月15日より、Wii Uのバーチャルコンソールにて配信。
2023年5月26日より、Nintendo Switch Online + 追加パック加入者向け『ゲームボーイアドバンス Nintendo Switch Online』の1タイトルとして配信。
スーパーマリオアドバンス4
スーパーマリオブラザーズ3（スーパーマリオコレクションより）+マリオブラザーズ
2003年7月11日発売
2015年12月29日より、Wii Uのバーチャルコンソールにて配信。
2023年2月9日より、Nintendo Switch Online + 追加パック加入者向け『ゲームボーイアドバンス Nintendo Switch Online』の1タイトルとして配信。